# タンメン

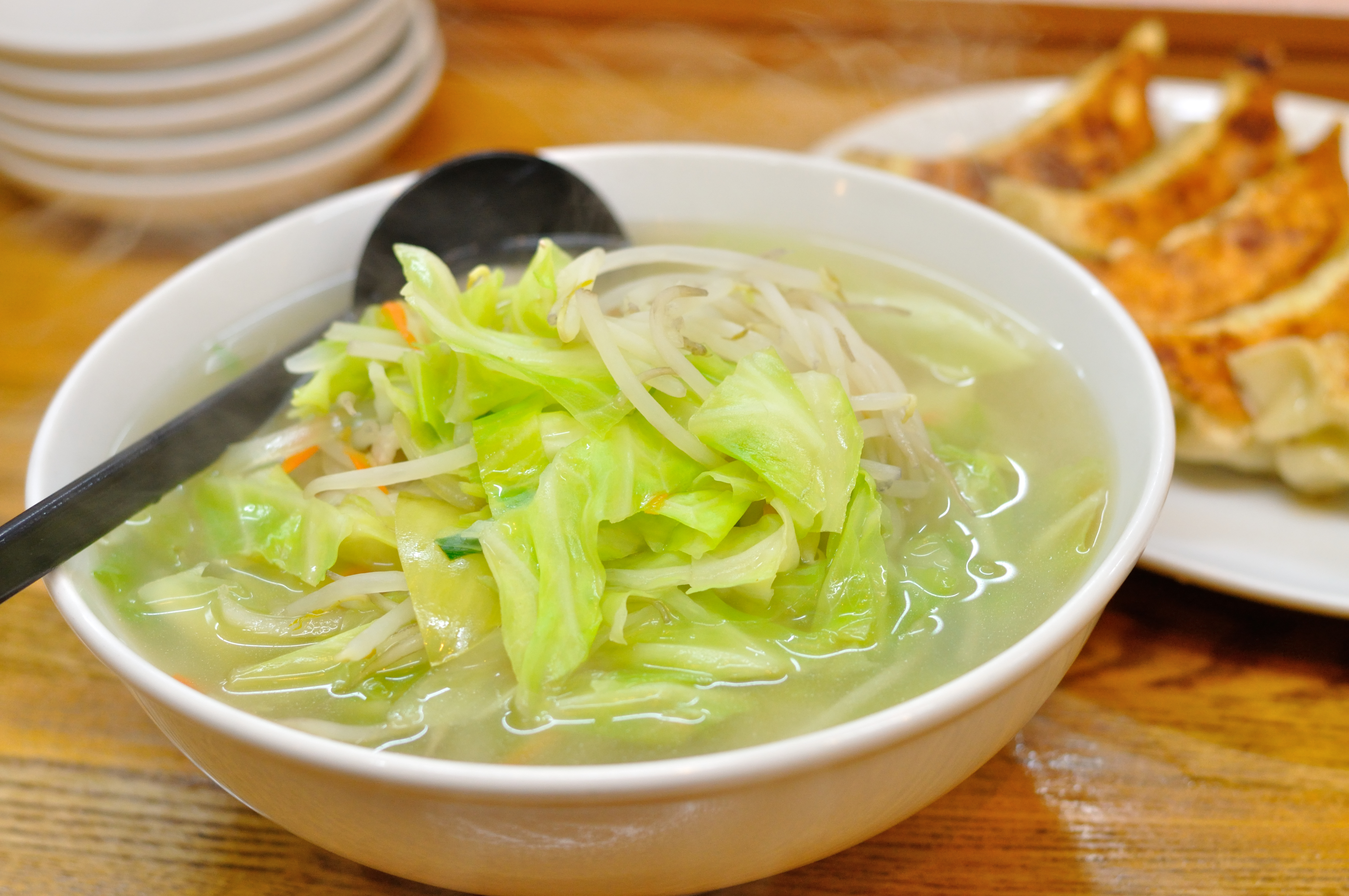
タンメンの一例

タンメン（湯麺）とは、主に関東地方で食されている日本式中華料理の麺料理。
近年類似したインスパイア系の町おこしから岐阜タンメン、小田原タンメン、などもあるが本項では横浜・関東圏のタンメンについて記す。
なおインスパイア系として高尾タンメン、桶狭間タンメンなどもあったが閉業したため存在しない。

## 概要
先に横切りにしたニンニクを叩いてすり潰してから炒め、その後モヤシ、キャベツ、ニラ、キクラゲ、ニンジン、タマネギ、豚肉などを加えて炒める。鶏がらを主とするスープ（豚、鶏の混合スープの店もある）を加えて塩味で仕立て、強火で少し白濁（奶湯）する程度に煮立たせて野菜の旨味を抽出、それを茹でた麺に掛けた麺料理である。アクセントには白胡椒より粗挽き黒胡椒を使う場合が多い。具材にトマトを用いたもの、味噌味のもの、ラー油や酢を加えたものなどのバリエーションが存在する。
飲食店においては、中華料理店やラーメン店で提供されることが多い。小売店においては、生麺とスープがセットになった製品や、インスタント麺を使ったカップ麺が販売されている。
また中国における湯麺（拼音: tāngmiàn、タンミェン）は、「湯」がスープを指し、「麺」が小麦粉食材全般を指すことから、麺（麺条＝薄く伸ばした生地を切った長い麺）料理のうちスープ麺（汁あり麺）であることを表す。横浜中華街の製麺所『東成軒製麺所』には「タンメン」という名の麺が、製造販売されている。

## 歴史
源流をたどれば、中華料理のスープ（湯）に麺を入れた料理である「湯麺（タンミェン）」になる。
炒めた野菜を乗せた塩味スープの麺料理、本項で言うところのタンメンについては、一説によれば横浜市で発祥したとされる。昭和30年頃開店した「横濱一品香」では「元祖・横濱たんめん」を名乗ると共に、「満州から引き揚げてきた料理人が現地の家庭料理の味を再現した」のがタンメンの始まりとしている。
タンメンは、昭和30年代に関東圏へまたたくまに広まり、同エリアを代表する麺料理となった。
西荻窪で行列ができる店の1つ「はつね」の場合、前身は小料理屋であり、横浜で修業した中華料理人がはつねの女将と結婚し、はつねをラーメンやタンメンを提供する店に変えた。日暮里の甘味処「花家」の場合、戦前は花を販売する店であったのが、芋などを売る店を経て戦後に甘味処となり、中華料理も提供するようになったが、こちらも昭和30年代にはタンメンを提供するようになっている。

## その他
- 吉本興業所属の河本準一は「おまえに食わせるタンメンはねぇ！」の芸で一躍人気となった。ジャッキー・チェンの映画『ドランクモンキー 酔拳』の一場面をもとにしているが、原語のセリフはそれとは異なっており、河本の創作である[6]。